# Condado de Lewis (Misuri)
El condado de Lewis (en inglés: Lewis County), fundado en 1833, es uno de 114 condados del estado estadounidense de Misuri. En el año 2000, el condado tenía una población de 10,494 habitantes y una densidad poblacional de 8 personas por km². La sede del condado es Monticello. El condado recibe su nombre en honor al Gobernador del Territorio de Luisiana Meriwether Lewis.

## Geografía
Según la Oficina del Censo, el condado tiene un área total de 1323 km² (510,8 mi²), de la cual 1308 km² (505 mi²) es tierra y 16 km² (6,2 mi²) (1.15%) es agua.

### Condados adyacentes
- Condado de Clark (norte)
- Condado de Hancock, Illinois (noreste)
- Condado de Adams, Illinois (sureste)
- Condado de Marion (sur)
- Condado de Shelby (suroeste)
- Condado de Knox (oeste)

## Demografía
Según la Oficina del Censo en 2000, los ingresos medios por hogar en el condado eran de $30,651, y los ingresos medios por familia eran $35,740. Los hombres tenían unos ingresos medios de $27,778 frente a los $19,679 para las mujeres. La renta per cápita para el condado era de $14,746. Alrededor del 10.70% de la población estaban por debajo del umbral de pobreza.

## Transporte

### Carreteras principales
- U.S. Route 61
- Ruta 6
- Ruta 81
- Ruta 156

## Localidades
| - Canton - Durham - Ewing | - La Belle - La Grange - Lewistown | - Maywood - Monticello - Steffenville | - Williamstown |

### Municipios
- Municipio de Canton
- Municipio de Dickerson
- Municipio de Highland
- Municipio de La Belle
- Municipio de Lyon
- Municipio de Reddish
- Municipio de Salem
- Municipio de Union